# Santinezia gigantea
Santinezia gigantea is een hooiwagen uit de familie Cranaidae.